# Semperoper

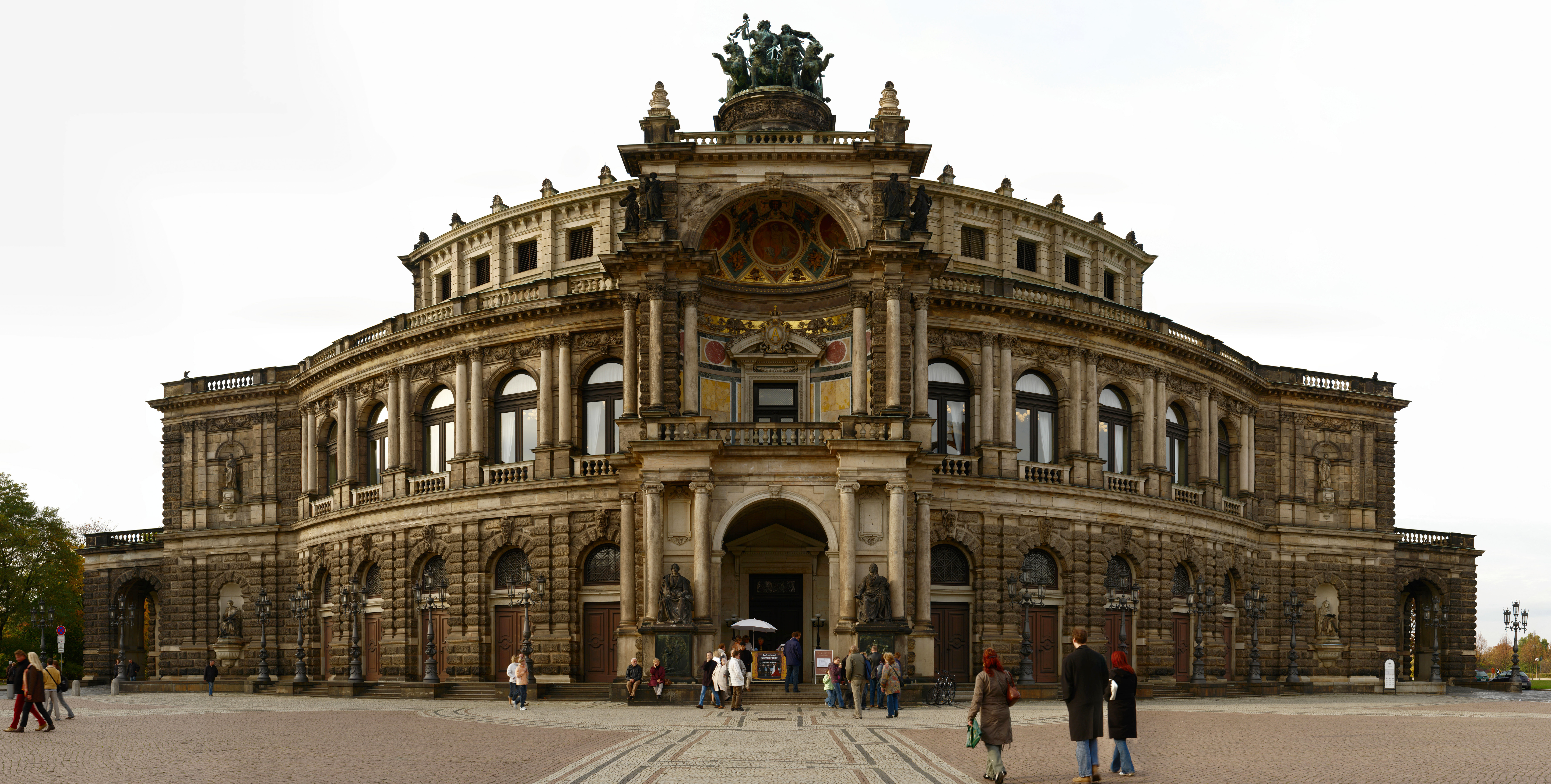
L'Opéra Semper de Dresde

Le Semperoper est un opéra situé à Dresde en Allemagne. Il abrite la Sächsische Staatskapelle Dresden (littéralement « Opéra d'État saxon de Dresde »), parfois abrégé simplement en Staatsoper Dresden. Symbole de la ville de Dresde, il est aussi celui de la marque de bière locale Radeberger.

## Première construction

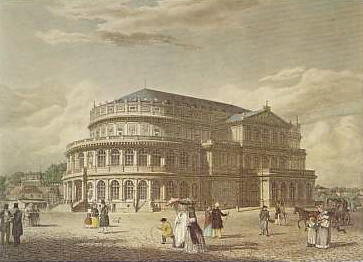
Le premier opéra, vue extérieure

En 1838, l'architecte Gottfried Semper (1803–1879) commence la construction du premier théâtre de la cour royale dans un style Renaissance. Achevé en 1841, il ouvre le 13 avril 1841. Mais, en 1849, pour avoir participé à l'insurrection de mai, Semper est contraint de quitter la Saxe.
Wagner vint à Dresde pour la création de son Rienzi le 20 octobre 1842. Il y fera créer d'autres opéras : le 2 janvier 1843, on y créait Der fliegende Holländer et Tannhäuser y est créé le 19 octobre 1845.
Ce premier édifice fut détruit par un incendie le 21 septembre 1869.

## Seconde construction
L'édifice brûle en 1869 et son remplacement débute en 1871. Gottfried Semper, pourtant toujours interdit de séjour, se voit secrètement confier la mission par certaines personnes [Qui ?]. Il dessine les plans et les transmet à son fils Manfred.
Le second théâtre est achevé en 1878 et inauguré avec la Jubelouvertüre de Weber et Iphigénie en Tauride de Gluck. Le nouvel opéra, toujours dans le style Renaissance, surpasse physiquement le premier opéra tout en s'adaptant aux bâtiments environnants, dont le Zwinger. L'opéra donnera ainsi des représentations jusqu'au 31 août 1944.

## Troisième construction
Mais la guerre ne l'épargnera pas. Le 13 février 1945, l'opéra frôle la disparition sous les bombes. Il ne reste que les murs extérieurs et quelques sculptures.
Un début de classification des pièces manquantes a lieu dès 1952. La première pierre du troisième Semperoper est posée en 1977. En attendant sa reconstruction, l'opéra se joue dans le Staatsschauspiel reconstruit en trois ans seulement après la Seconde Guerre mondiale et inauguré en 1948.
La reconstruction se fera à l'identique. Pour seul changement, lié à l'évolution des normes, le nombre de places sera réduit à 1 400 en même temps qu'on élargit la scène. Le troisième Semperoper est inauguré le 13 février 1985 avec l'opéra Der Freischütz (Le tireur libre) de Weber.

## L'inondation
Pourtant, le sort s'acharne encore. En 2002, l'opéra souffre de l'inondation du siècle. L'Elbe monte jusqu'à un niveau de 8 m dans l'édifice. Les cages d'escalier et les caves sont sévèrement endommagées.
En 2004, l'opéra est une nouvelle fois sauvé.

## Galerie d'images

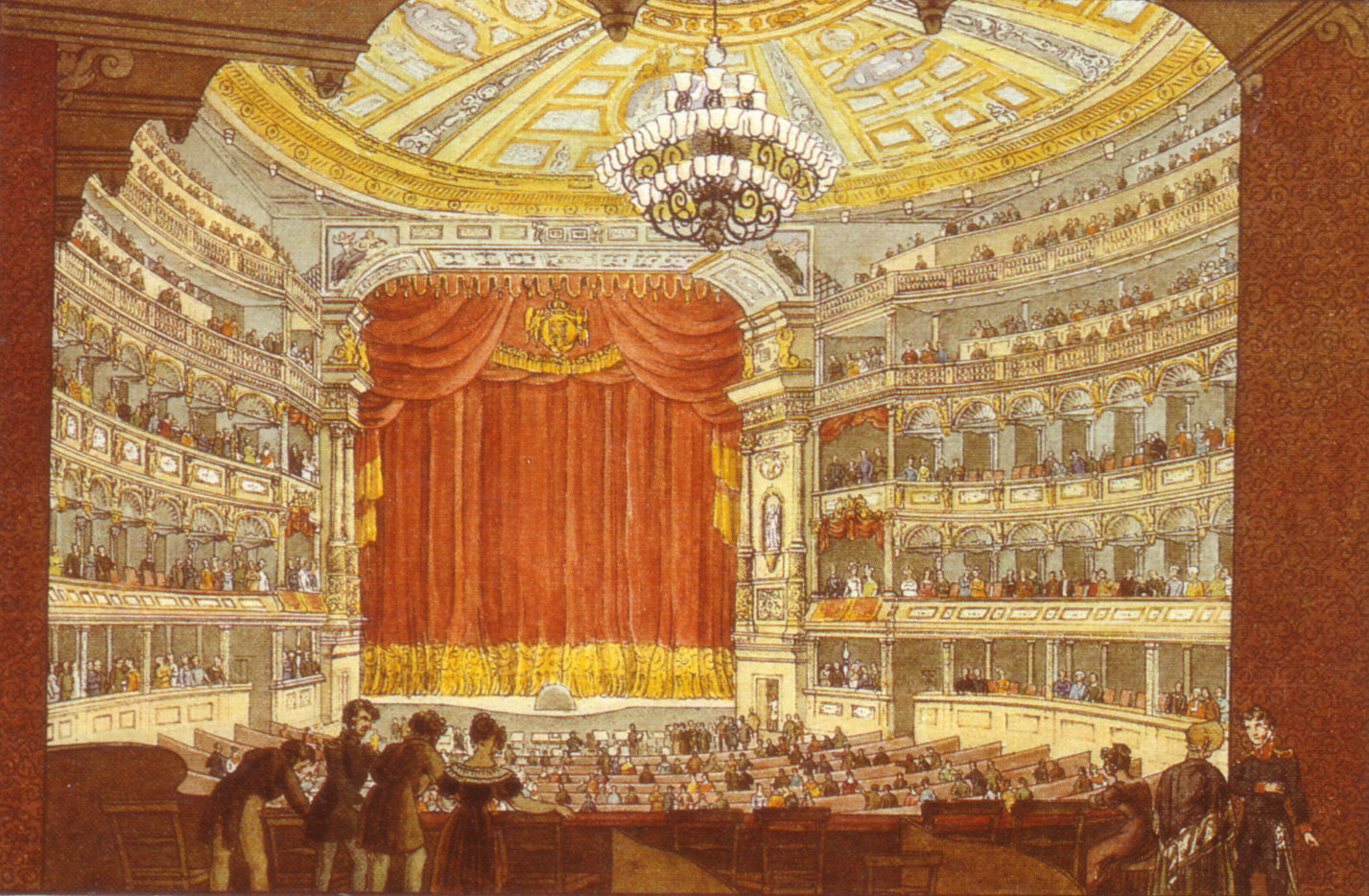
Le premier opéra, vue intérieure
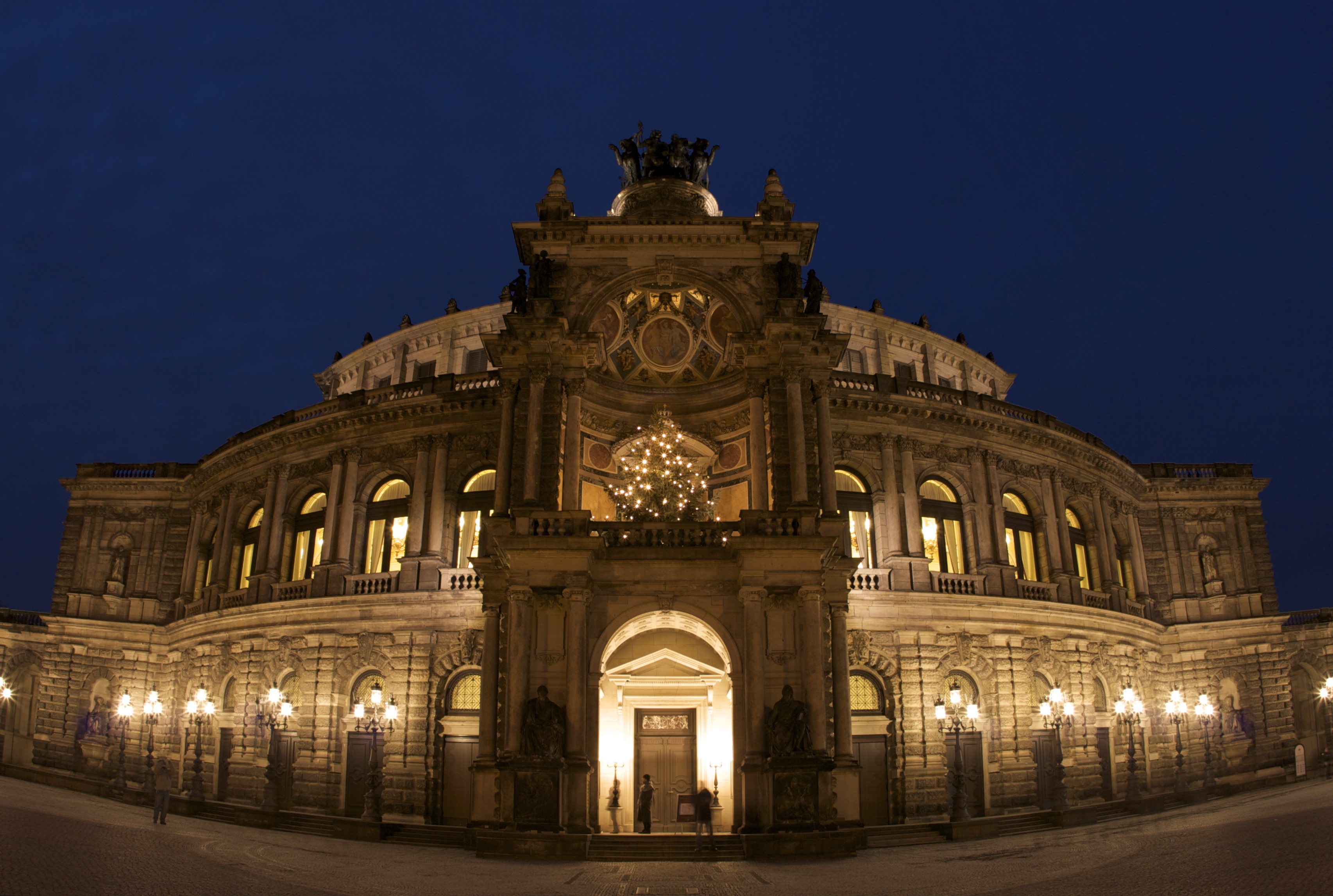
L'Opéra et son sapin de Noël
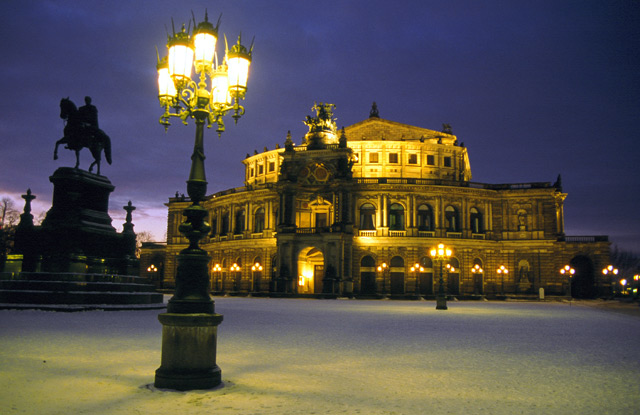
L'Opéra Semper
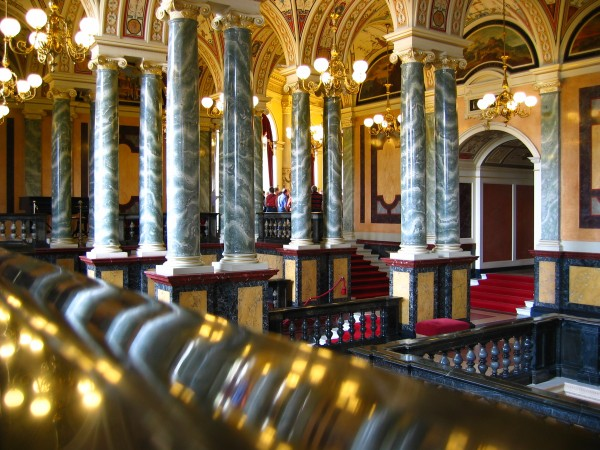
Couloirs du Semperoper
Panorama de la salle depuis la scène

## Personnalités ayant travaillé à l'Opéra

### Chanteurs
- Alfred von Bary
- Mária Basilides

## Liens
- Semperoper en image panoramique

- Ressources relatives au spectacle :   - Carthalia
  - European Theatre Architecture
- Ressource relative à l'architecture :   - Structurae
- Ressource relative à la musique :   - MusicBrainz
- Notices d'autorité :   - GND